# (28154) 1998 UQ26
(28154) 1998 UQ26 est un objet de la ceinture principale d'astéroïdes extérieure découvert en 1998.

## Description
(28154) 1998 UQ26 a été découvert le 18 octobre 1998 à l'observatoire de La Silla, au Chili, par Eric Walter Elst.

### Caractéristiques orbitales
L'orbite de cet astéroïde est caractérisée par un demi-grand axe de 3,24 UA, un périhélie de 3,05 UA, une excentricité de 0,06 et une inclinaison de 8,43° par rapport à l'écliptique. Du fait de ces caractéristiques, à savoir un demi-grand axe entre 3,2 et 4,6 UA, il est classé, selon la JPL Small-Body Database, comme objet de la ceinture principale d'astéroïdes extérieure.

### Caractéristiques physiques
(28154) 1998 UQ26 a une magnitude absolue (H) de 13,4 et un albédo estimé à 0,359.